# Volnay (Sarthe)
Volnay korábbi község Franciaország Loire mente régiójában, Sarthe megyében. Lakosainak száma 971 fő (2022. január 1.). Volnay Surfonds, Bouloire és Challes községekkel határos.
2025. január 1-jén Saint-Mars-de-Locquenay korábbi községgel egyesült és az így létrejött Val-de-la-Hune új község része lett.

## Népesség
A település népessége az elmúlt években az alábbi módon változott:
| Lakosok száma | 880  | 905  | 926  | 919  | 932  | 943  | 955  | 964  | 971  |
|               | 2013 | 2015 | 2016 | 2017 | 2018 | 2019 | 2020 | 2021 | 2022 |